# 竹俁慶綱
竹俁慶綱，出生於大永4年（1524年），卒於 天正10年（1582年）6月3日，是日本戰國時代的武將。越後國上杉家家臣，竹俁城主，通稱右兵衛尉，自稱三河守，是竹俁為綱之子。
竹俁氏是多源氏的佐佐木盛綱之後，與新發田氏、加地氏出於同源，同為揚北眾的一員，在長尾為景時代投入其麾下。
竹俁慶綱做為上杉謙信側近的七手組之一，在川中島之戰中出陣，奮戰至連馬具都失去了，而受到讚賞。1559年上杉謙信上洛歸國後得贈太刀，俱傳此刀即為名刀竹俁兼光。
謙信死後在御館之亂中從屬於上杉景勝，在1581年擔任越中魚津城的城將之一，防備織田家北陸軍團的攻擊，翌年受到織田家負責攻略北陸地方的軍團總大將柴田勝家的攻擊戰敗與山本寺孝長、中條景泰、吉江宗信、吉江景資等12名武將一同自盡。